# Tchak !
Pour les articles homonymes, voir Tchak.
Tchak ! est une revue disparue de l'éditeur de petit format Aventures & Voyages qui a treize numéros de juillet 1968 à février 1970. Revue au format 17x25 cm en couleurs de type humoristiques. Trimestriel jusqu'au N°4, puis mensuel jusqu'à la fin. Pendant sa courte vie, cette revue proposa deux séries de bonne qualité : Tom Patapom et Le chevalier de Fièremine.

## Les séries
- Le Chevalier de Fièremine (Lino Landolfi) : N° 1 à 13.
- Tom Patapom (Leone Cimpellin) : N° 1 à 13.